# Chirostoma compressum
Chirostoma compressum är en fiskart som beskrevs av De Buen, 1940. Chirostoma compressum ingår i släktet Chirostoma och familjen Atherinopsidae. Inga underarter finns listade i Catalogue of Life.